# Odin Sphere
Odin Sphere (オーディンスフィア, Ōdin Sufia) és un videojoc d'acció RPG de fantasia amb gràfics en 2D desenvolupat per Vanillaware i localitzat i publicat per Atlus en la PlayStation 2 en el 2007. Conta les entrellaçades històries de cinc protagonistes diferents. Odin Sphere és considerat un successor espiritual d'un joc d'Atlus titulat Princess Crown i agafa alguns conceptes de la mitologia nòrdica. Square Enix llançà el videojoc en Europa el 14 de març del 2008.

## Argument
Odin Sphere té cinc històries. Els protagonistes de cada història són connectats a la reialesa de cada de les cinc nacions guerreres en el món d'Erion. Cadascú d'aquests protagonistes brandeix un 'Psypher', Una arma amb un cristall gran capaç d'absorbir 'Phozons', espurnes d'energia alliberades quan alguna cosa (com un enemic) és mort. Estes cinc històries se solapen i interconnecten, i el protagonista d'una història pot ser l'antagonista d'un altre.

## Jugabilitat
Odin Sphere està dividit en diversos capítols, durant els quals la història d'un dels cinc personatges jugables es desenvolupa progressivament. Dins dels actes de cada capítol, el jugador pot obtenir informació relativa a la propera "missió", així com efectuar una compra i venda de les mercaderies abans de sortir cap a la següent destinació.